# 巴什基尔马
巴什基尔马（俄语：Башкирская лошадь）是巴什基尔人饲养的马种。 它主要分布在俄罗斯联邦内乌拉尔山脉南部和西部的巴什科尔托斯坦共和国。主要的育种中心在該共和國首府乌法。

## 历史
巴什基尔马的起源尚不清楚。但是在十九世纪，它的经济价值已经得到了广泛认可，已经开始被选育以提高其工作能力和作为奶马和肉马的品质。 大规模养殖中心建立于1845年。:88
巴什基尔马已经与俄罗斯重草马等俄罗斯境内的其他马种完成杂交，同哈萨克马和雅库特马的实验性雜交也已经完成.:333
巴什基尔拥有俄罗斯联邦主体内第三大的马种群，仅次于阿尔泰边疆区和萨哈共和国 。2003年巴什基尔马的种群数量为94,470。

## 特征
巴什基尔马是一种小型马，站立时马肩隆起处约142厘米，但身体比较宽，胸部深，胸围（周长）平均可达180厘米。巴什基尔马的头相對較大、脖子則較短，马肩隆较低，马背较平。腿很短，但骨头很结实（管骨可达20厘米）。最常见的毛色是棕色黑斑，栗色，鼠灰色和杂色。鬃毛、尾毛、周身毛都很多，其中周身毛常呈卷曲状。1990年发表的一项为期两年的研究发现，被称为“美国巴什基尔卷毛马”的北美卷毛马虽也有卷曲的皮毛，但不太可能從巴什基尔马衍生而來的馬種。
巴什基尔马有可分成兩種類型：一种较小，较轻，主要生活在山区，常被用于骑行，而草原上的巴什基尔马则更重。:88
巴什基尔马非常耐寒。可以粗放散养，即使-40°C的暴风雪下打开马房也不成问题。:88

## 用途
巴什基尔马广泛用于骑行，运输和农场工作。 它表现出非凡的耐力; 据报道，巴什基尔马套的三驾马车每天能够行驶120~140公里（75~87英里）。:88
巴什基尔母马是是优良的马奶来源，每年平均产量为1500:333 至2100千克（還有達2700千克的紀錄） ，哺乳期能达到240天。大部分马奶都被制成马奶酒;:88 供当地人饮用。
巴什基尔马冬季的厚毛可以编织成布:88

## 圖集

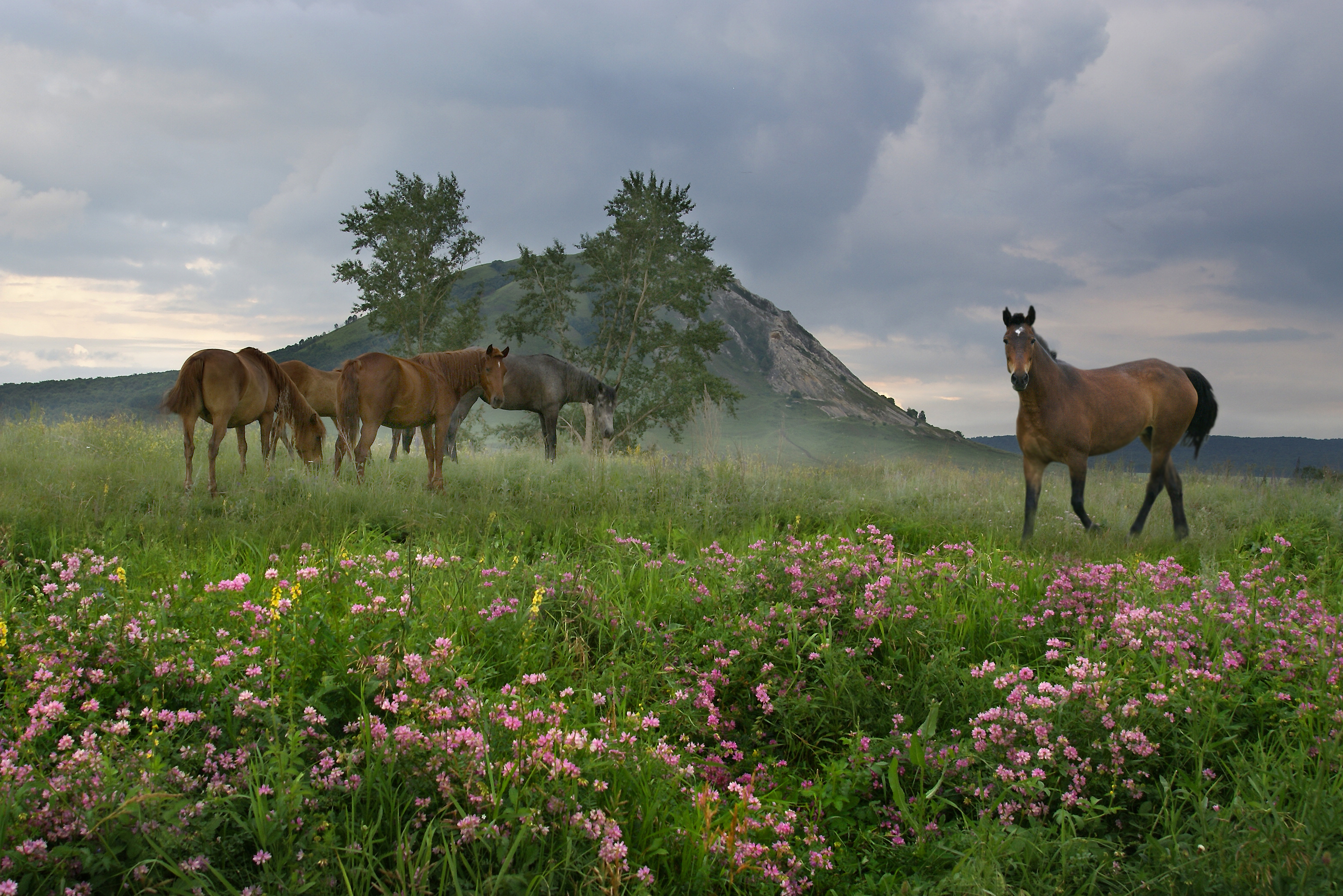
伊希姆拜斯基区山區的巴什基爾馬
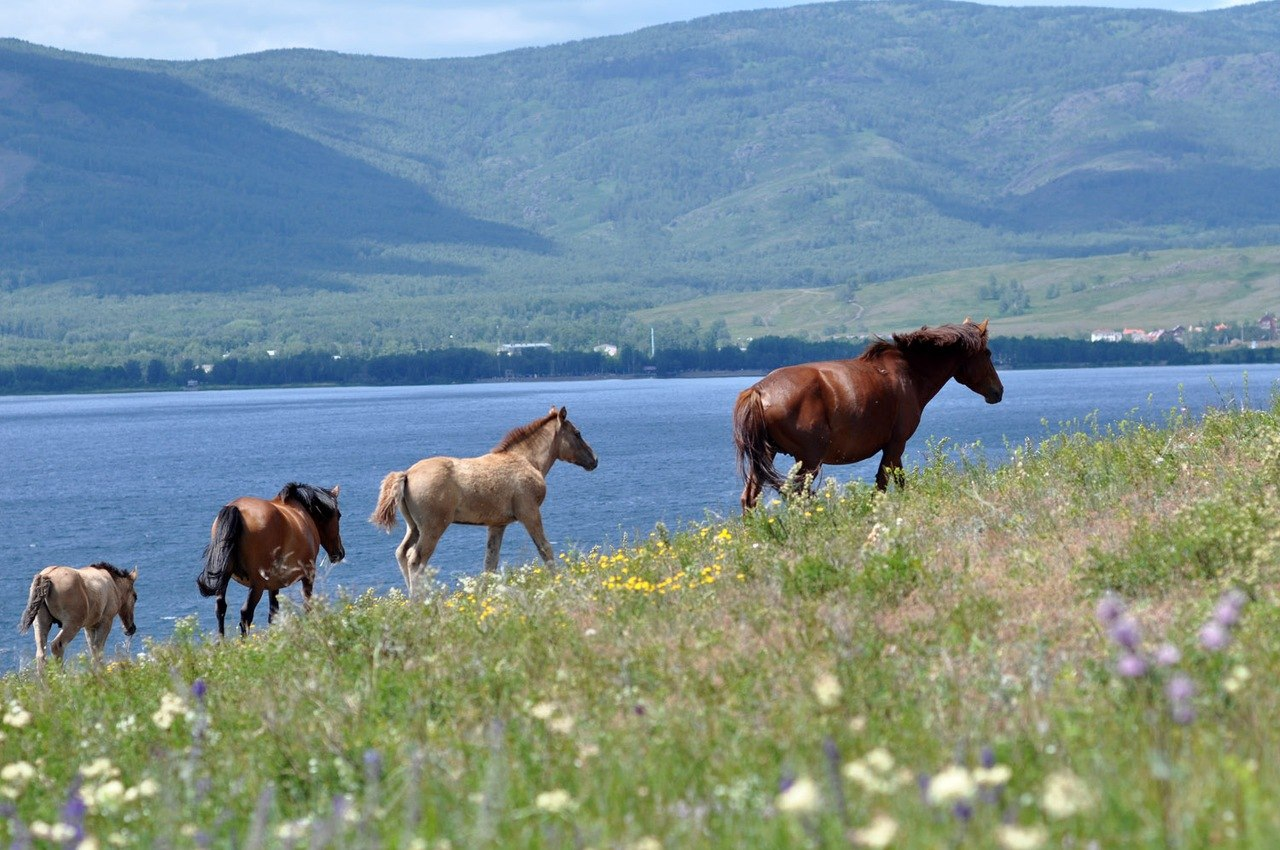
阿布泽利洛夫斯基区的马
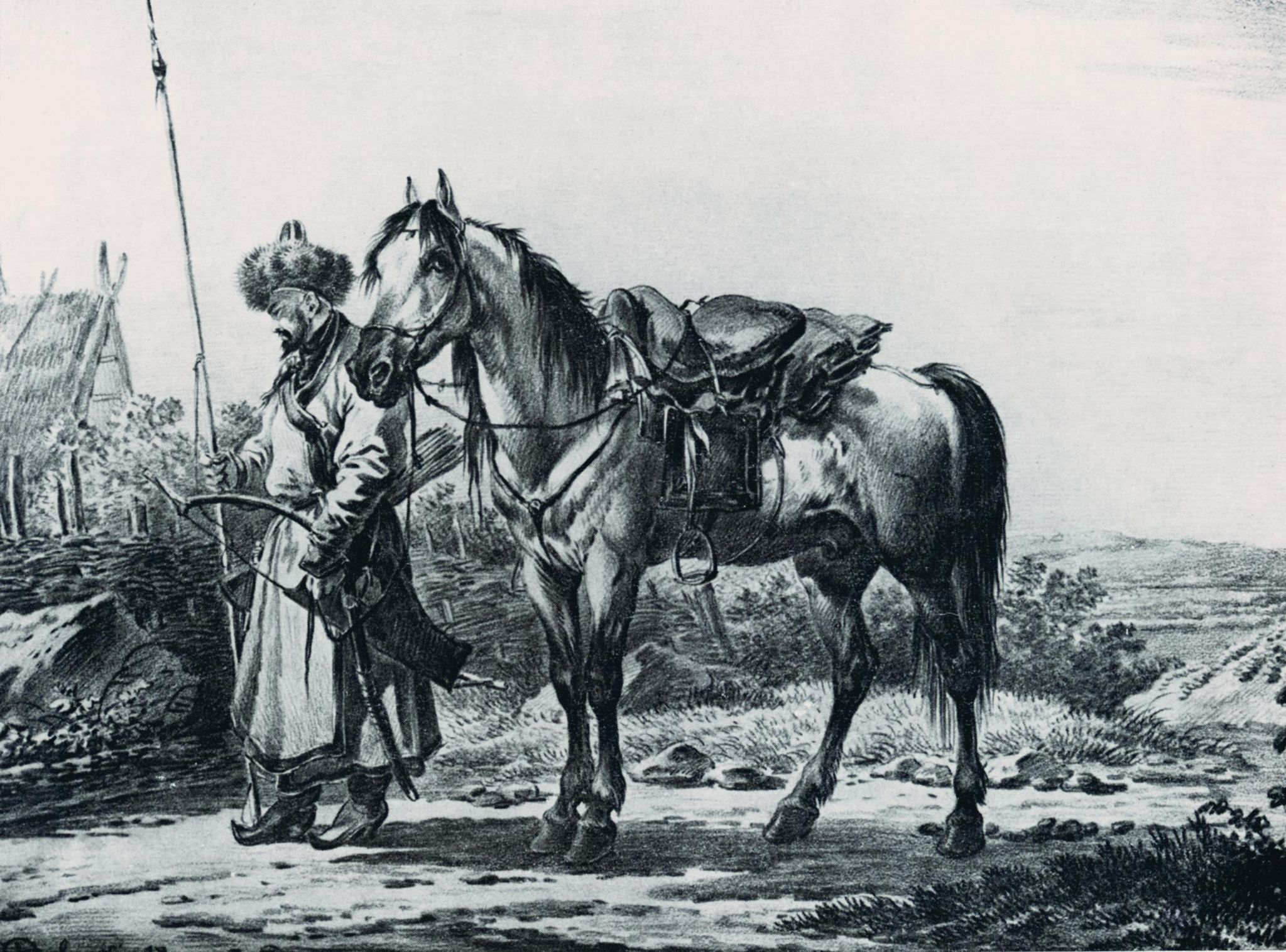
巴什基尔人骑士（由亚历山大·奥尔沃斯基绘制）
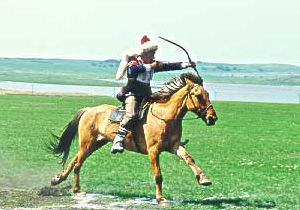
巴什基尔人骑士